# Roberto Baggio
Roberto Baggio Embaixador(a) da boa vontade da FAO (Caldogno, 18 de fevereiro de 1967) é um ex-futebolista italiano que atuava como meia-atacante. É considerado um dos maiores e mais populares jogadores da Itália e do mundo na década de 1990 e começo dos anos 2000.
Baggio jogou três Copas do Mundo pela Seleção Italiana, e é o único jogador italiano a fazer gol em três Copas diferentes. No ano de 1993, considerado por muitos como o melhor de sua carreira, conquistou os prêmios de Melhor jogador do mundo pela FIFA e o Ballon d'Or, entregue pela France Football ao melhor jogador europeu.
Foi colocado por Gianni Brera, o maior e mais famoso cronista esportivo italiano, que viveu entre 1919 e 1992 e observou diferentes gerações do futebol do país, como o melhor e mais completo jogador italiano que já vira, desbancando o mito Giuseppe Meazza. Como Meazza, Baggio faz parte do seleto grupo daqueles que jogaram nos três maiores clubes italianos: a Juventus e os rivais milaneses, Milan e Internazionale. Sendo querido pelos três clubes, especialmente a Juventus, onde viveu o auge de sua carreira e se tornou um dos 10 maiores artilheiros da história da Vecchia Signora.
Apesar de ter jogado em alto nível técnico, sua carreira ficou fortemente marcada pelo episódio ocorrido na Copa do Mundo de 1994, um pênalti desperdiçado na final contra o Brasil, que culminou no título mundial brasileiro. O que muitos não sabem até hoje é que Baggio fora submetido a um longo tratamento logo após a semifinal, devido a uma forte entrada de um zagueiro búlgaro, fazendo com que Baggio jogasse a final com fortes dores na coxa direita.

## Carreira em clubes

### Início

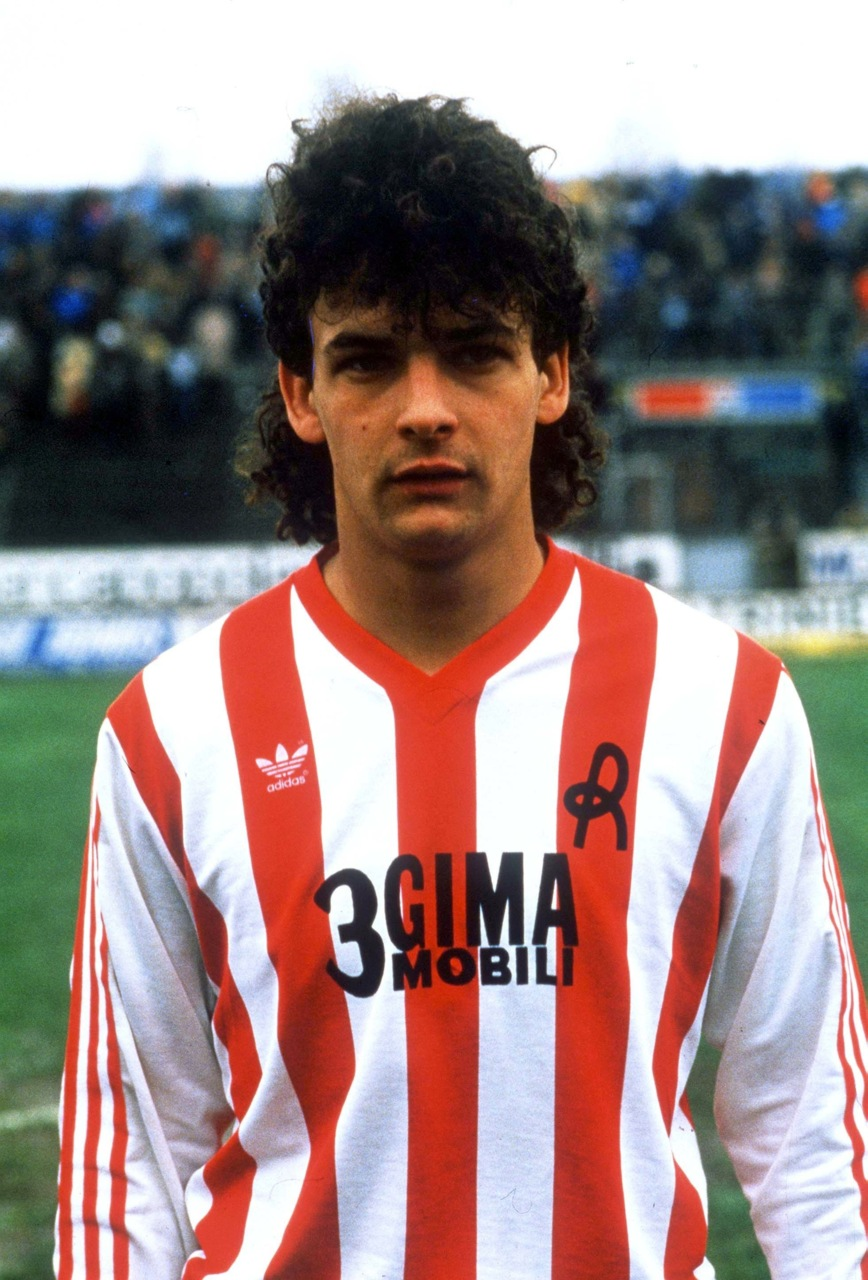
Roberto Baggio pelo Vicenza em 1984

Ele, que nasceu em Colatina de Vicenza, foi levado ao clube da cidade após um olheiro observá-lo quando Baggio tinha treze anos anos em jogo dos juniores do time de sua cidade natal, Caldogno.
Na infância, nutria admiração por vários ídolos, entre eles os brasileiros Chinesinho (ex-jogador do Palmeiras que ele viu jogar pelo Vicenza na primeira vez em que foi a um estádio) e, principalmente, Zico, sobre quem declarou que "meu primeiro técnico no Vicenza chegou até a me apelidar de Zico. Era uma pérola do futebol: veloz e com uma incrível noção de técnica, habilidade, além dos passes precisos em curto espaço" Baggio declararia que chegou a assistir partidas do Flamengo na televisão para ver o Galinho. Outro clube sul-americano que o encantou foi o Boca Juniors, ao se surpreender com a torcida, que não parava de cantar mesmo com o time sendo goleado.
No Vicenza, iniciou em 1982 a sua carreira profissional, na Serie C1. Em 1985 foi então contratado pela tradicional Fiorentina.

### Fiorentina
Demoraria a estrear: dois dias antes do acordo ser anunciado, teve uma lesão tão séria no joelho que foram necessários 220 pontos para costurá-la, ameaçando a sua carreira. O joelho fraco o perseguiria para sempre causando-lhe sempre fortes dores antes do final de cada temporada .
Foi nessa época da lesão que ele, sexto de oito filhos de uma família tipicamente católica da região do Vêneto, encontrou a serenidade na religião budista - sua mãe chegaria a declarar que "preferiria vê-lo parar com o futebol!". Foi apresentado ao budismo por um amigo quando sentia-se desmotivado, o que o fazia ficar recluso em casa "não só porque tinha sempre a bolsa de gelo no joelho, mas também porque tinha medo que alguém me visse (na rua) e dissesse: 'Olha o Baggio. Em vez de se tratar, vive saindo para se divertir!'". A sua estreia na Serie A enfim ocorreu em 21 de setembro de 1986, contra a Sampdoria, marcando o seus primeiros gols logo nas primeiras partidas como titular ;em março de 1987, contra o Napoli de maradona desequilibrou marcando três gols .
Ainda assim, suas duas primeiras temporadas foram consideradas apenas como revelação pois algumas lesões atrapalharam, só estabelecendo-se como ídolo a partir da de 1987/88. Na posterior, o meia marcou 35 vezes em 30 partidas, assombrando o Stadio Artemio Franchi pela quantidade e qualidade de seus lindos gols. Em um deles, Baggio deixa Maradona no chão, dribla dois jogadores e o goleiro e marca seu terceiro gol no jogo . Na temporada 1989/90, o clube seria vice-campeão da Copa da UEFA, perdida por 2 x 3 para a rival Juventus. Mesmo perdendo a final, Baggio se torna artilheiro e melhor jogador do campeonato.

### Juventus
Para a própria Juventus seria logo vendido, contra a sua vontade. A mudança pouco após a dolorosa derrota do que seria o primeiro troféu europeu da Viola revoltou Florença, com centenas de torcedores tomando as ruas em protesto, vandalizando carros, lojas e o que mais encontrassem. Os tumultos gerados deixaram mais de 250 feridos, e os dirigentes do clube tiveram de viver sob escolta por algum tempo. A família Pondella, dona da Fiorentina, acabaria vendendo o time. Os 19 milhões de dólares pagos pela transferencia. Baggio, curiosamente, já havia sido objeto de negociação com o clube de Turim em 1985, só tendo ido para a Fiorentina quando esta repentinamente apareceu com 3 bilhões de liras (oito milhões de reais, em valores atuais), contratando-o no último minuto.
Inicialmente, acarretou protestos também na nova torcida: no primeiro confronto contra seu ex-clube, ele, comovido, recusou-se a cobrar um pênalti. A cobrança seria desperdiçada por outro jogador, a Juventus perderia a partida e ele quase seria linchado pela plateia bianconera, ainda mais por ter beijado em lágrimas um cachecol da Fiorentina, voltando finalmente a ser aplaudido pelos torcedores violetas. Aos poucos, entretanto, conquistaria a torcida da Juve, clube onde ganhou a maior parte de seus troféus.
Em 1992, já era considerado oficialmente o melhor jogador do continente, ao receber a Bola de Ouro da France Football, e do mundo, pela FIFA, sendo o primeiro jogador italiano a ganhar a premiação da entidade e o primeiro desde Paolo Rossi a ganhar a da revista francesa. As premiações foram consequências do título na Copa da UEFA em 1993. Baggio já era também comparado ao último grande ídolo juventino, o francês Michel Platini.
Em 1995, ganharia a Copa da Itália. Na mesma temporada, a Vecchia Signora chegou à final também da Copa da UEFA, contra o Parma, terminada em 2 x 0 com gols de Baggio. O título mais aguardado viera na mesma temporada, com o clube conquistando o Campeonato Italiano de Futebol com direito a todos os prêmios de melhor jogador [Baggio] artilheiro também desbancando Marco van Basten e o Milan.

### 1995–2000
Ao fim da grande temporada que tivera, foi vendido ao Milan, após grande pressão de Silvio Berlusconi. Baggio perderia a campanha vitoriosa da Juventus na Liga dos Campeões da UEFA, em que a ex-equipe seria campeã naquela temporada. Mas, paralelamente, ganhou individualmente no Milan seu segundo título italiano seguido. O raríssimo feito de ser campeão italiano duas vezes seguidas por equipes diferentes .
Depois com uma grave lesão Baggio decidiu então transferir-se para o modesto Bologna para a temporada 1997/98. Conseguiu com êxito relançar sua carreira, marcando 22 golos no campeonato italiano na época 1997-98 e garantindo lugar como principal jogador Italiano Copa do Mundo de 1998. Sua boa temporada ali levou-o de volta à Milão, mas não pelo Milan e sim como jogador da rival Internazionale, arquirrival também de sua outra ex-equipe, a Juventus.
Na Inter, reencontraria o técnico Marcello Lippi, que já o havia treinado na Juventus. Nos nerazzurri, entretanto, acabaria constantemente deixando o campo por novas lesões, apesar disso Baggio fez duas temporadas razoáveis antes de sair do clube, mesmo com as lesões Baggio se destacava como maior astro do time, até porque quando em campo formara dupla com o parceiro de ataque Ronaldo
| “ | O Lippi que tive na Inter declarou guerra contra mim, sem parar por um minuto, sem um motivo plausível, sem nenhum sentido, sem uma lógica compreensível. O problema é que eu nem jogava e sempre era comentado pelos outros, enquanto Lippi, não importa quanto tentasse, não conseguia fazer as pessoas gostarem dele e não aceitava. Ele quis me destruir, me aniquilar, mas não teve sucesso. Era apenas um treinador e não um grande técnico | ” |

### Brescia
Transferiu-se para a emergente equipe do Brescia para a temporada 2000/01. Uma nova lesão só o permitiu jogar a partir do meio do campeonato. Mas quando voltou a jogar, reconduziu o clube das últimas posições para um quinto lugar, conquistando vaga na Copa da UEFA. Manteve boa fase em sua segunda temporada, a de 2001/02, ficando altamente cotado para, mesmo aos 35 anos, ir jogar uma quarta Copa do Mundo. Entretanto, acabou lesionando-se em falta do brasileiro Fábio Bilica, do Venezia, e em função da contusão acabou não convocado.
Na partida que marcou a sua despedida, em 16 de agosto de 2004, contra o Milan no San Siro, foi substituído a dois minutos do fim para ser aplaudido por três minutos pelas 80.000 pessoas presentes no estádio. Após a partida, sua camisa 10 seria aposentada pelo Brescia, que não se recuperou da retirada de seu maior astro: o clube seria rebaixado à segunda divisão justamente na temporada que se seguiu após a saída do ídolo.

## Seleção Italiana

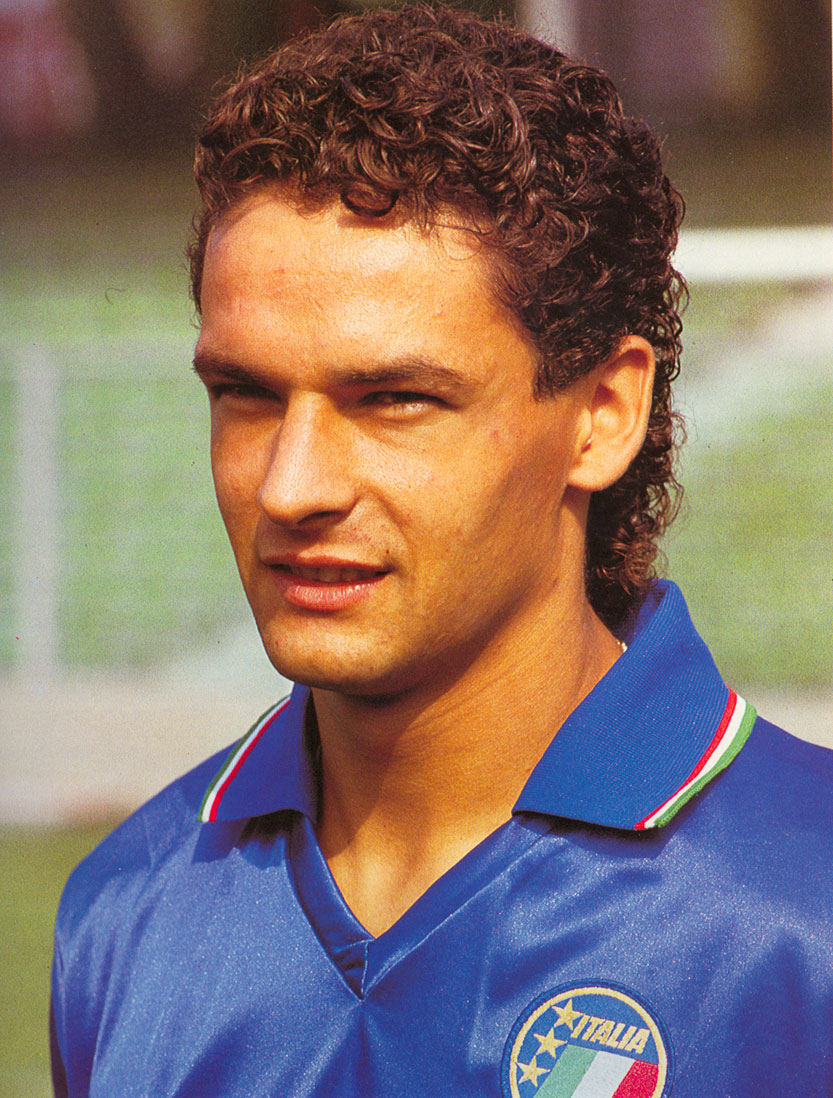
Roberto Baggio pela Azzurra em 1990

Recebeu a primeira convocação em 1988, em sua primeira grande temporada pela Fiorentina. Com a boa fase mantida, culminada no vice-campeonato na Copa da UEFA, foi convocado à Copa do Mundo de 1990, disputada na Itália. Foi reserva no esquema de Azeglio Vicini, mas participou da maioria dos jogos, inclusive marcando um lindo gol contra a extinta Tchecoslováquia. Marcaria também na partida pelo terceiro lugar; a Seleção Italiana caíra nas semifinais nos pênaltis ante a Argentina, contra a qual ele acertou sua cobrança.
Após a não-classificação para a Eurocopa 1992, com a Squadra Azzurra perdendo a vaga para a União Soviética nas Eliminatórias, Baggio disputou sua segunda Copa na edição de 1994 credenciado com as premiações de melhor jogador europeu e do mundo. Após uma primeira fase cambaleante, com o time chegando a ser derrotado pela Irlanda, o meia, já apelidado de Il Codino Divino ("O Rabo de Cavalo Divino", uma alusão ao seu penteado na época), liderou a Itália nas fases finais: marcou os dois gols da vitória de virada sobre a Nigéria nas oitavas-de-final, o primeiro deles a dois minutos do fim da partida
Marcaria novamente ao final da partida nas quartas, contra a Espanha, em nova vitória por 2 x 1 com os tentos italianos sendo marcados pelos Baggio Boys, com seu xará Dino, com quem não tem parentesco, tendo marcado o primeiro. Marcou outras duas vezes na semifinal, em novo 2 x 1, contra a Bulgária. Entretanto, saiu lesionado da partida. Na final, apagado, teve sua melhor chance no tempo normal quanto tentou encobrir o goleiro Taffarel, que espalmou para fora. A final da Copa, pela primeira vez, encaminhou-se para a disputa de pênaltis. A decisão daria o tetracampeonato ou para a Itália ou para o Brasil.
Baggio seria o último italiano a chutar na primeira série de cobranças e tinha a obrigação de marcar: embora o brasileiro Márcio Santos tivesse desperdiçado sua cobrança, dois italianos, Franco Baresi e Daniele Massaro, também haviam perdido. A Itália só teria chances se ele marcasse e o último cobrador brasileiro (que seria Bebeto), a chutar depois dele, errasse. O grande líder da Itália nos momentos decisivos daquela Copa (do qual era vice-artilheiro), entretanto, acabaria marcado ao também desperdiçar sua cobrança, chutando para cima do travessão. Sobre a cobrança, declarou em entrevista à revista Placar, em 2006:
| “ | Só erra um pênalti quem tem coragem de batê-lo. Naquele dia, decidi bater e errei. Ponto final. Faz parte do jogo. Aquilo me marcou por muitos anos e ainda sonho com isso. Apagar aquele pesadelo da mente foi difícil. Se pudesse cancelar aquela imagem da minha vida, cancelaria. Mas a vida ensina muitas coisas e entendi que, quando um homem se deixa vencer pela derrota, está renunciando à vida. Aquele momento foi importante para mim. O ano de 1994 foi o ano em que o Ayrton Senna morreu. Eu jamais havia errado um pênalti daquele jeito, para o alto. E a bola partiu para o céu... acho que foi um presente para o Ayrton | ” |

Baggio voltou a mencionar o piloto brasileiro ao falar do pênalti em nova entrevista à imprensa brasileira, em 2010, desta vez ao programa televisivo Esporte Espetacular:
| “ | Nunca havia cobrado um pênalti por cima do gol. Acho que foi o (Ayrton) Senna que puxou aquela bola para o alto. Acredito que foi ele que fez o Brasil vencer. (...) É uma ferida que nunca vai se fechar. Sempre sonhei disputar uma final de Copa do Mundo e o rival dos meus sonhos era o Brasil. Quando tive a oportunidade, desperdicei aquele pênalti. (...) Na hora, quis cavar um buraco para me esconder. Depois, pensei que, como o Brasil tem muito mais habitantes que a Itália, eu fiz mais gente feliz com aquela cobrança. | ” |

Apesar de viver bom momento no Milan, acabou não chamado para a Eurocopa 1996 por Arrigo Sacchi, que o deixaria sem espaço no próprio Milan, posteriormente, provocando sua saída do clube milanês. Uma nova chance na Copa viria no mundial de 1998, sob o comando de Cesare Maldini, após Baggio, saído do Milan, ter feito uma ótima temporada no Bologna. Na França, a estreia foi contra o surpreendente Chile, que teria vencido não fosse o papel fundamental de Baggio: deu a assistência par o gol de Christian Vieri e, a cinco minutos do fim, empatou a partida em 2 x 2 - ironicamente, de pênalti.
Marcou outra vez nos minutos finais em outra partida finalizada em vitória por 2 x 1, o terceiro jogo da Copa, no clássico contra a Áustria, garantindo a classificação italiana para as oitavas-de-final. Após passar pela Noruega, a Itália acabaria eliminada pela anfitriã: contra a França, a classificação às semifinais seria decidida nos pênaltis. Baggio, desta vez o primeiro italiano a cobrar, acertou, mas, a despeito do erro do francês Bixente Lizarazu, os azzurri Demetrio Albertini e Luigi di Biagio acabariam errando também. A Copa encerrou-se ali para os italianos, mas credenciou a Baggio uma transferência para a Internazionale.
Porém, sem espaço na Inter, acabou preterido por Dino Zoff da Eurocopa 2000, com o país novamente caindo ante a França, dessa vez na final. Já no Brescia, Baggio tinha chances reais de ir, aos 35 anos, à Copa do Mundo de 2002, mas um mês antes da Copa teve seu joelho lesionado pelo brasileiro Fábio Bilica, na partida entre Brescia e Venezia. Apesar de médicos e o próprio Baggio garantirem que ele teria condições de disputar o mundial na Ásia, o técnico Giovanni Trapattoni preferiu não incluí-lo no grupo que foi ao Japão.
Baggio fez sua despedida pela Seleção Italiana em 16 de julho de 2004, em amistoso contra a Espanha ao qual ele foi convocado como tributo. Apesar disso e da idade elevada, houve quem defendesse sua convocação para a Eurocopa 2004 e até para as Olimpíadas de Atenas, mas Trapattoni e Claudio Gentile (técnico da seleção olímpica) decidiram não chamá-lo.

## Títulos
Juventus
- Copa da UEFA: 1992–93
- Serie A: 1994–95
- Copa da Itália: 1994–95

Milan
- Serie A: 1995–96

### Prêmios individuais
- Ballon d'Or: 1993
- Melhor jogador do Mundo pela FIFA: 1993
- Melhor Jogador da UEFA na Europa: 1990, 1991, 1993, 1994
- Lendas do Futebol (IFFHS): 2016[8]
- IFFHS ALL TIME DREAM TEAMS ITALY[9]

### Artilharias e honrarias
- Titular da Seleção Italiana do Século: 2000
- 100 Craques do Século FIFA